# Selkefall

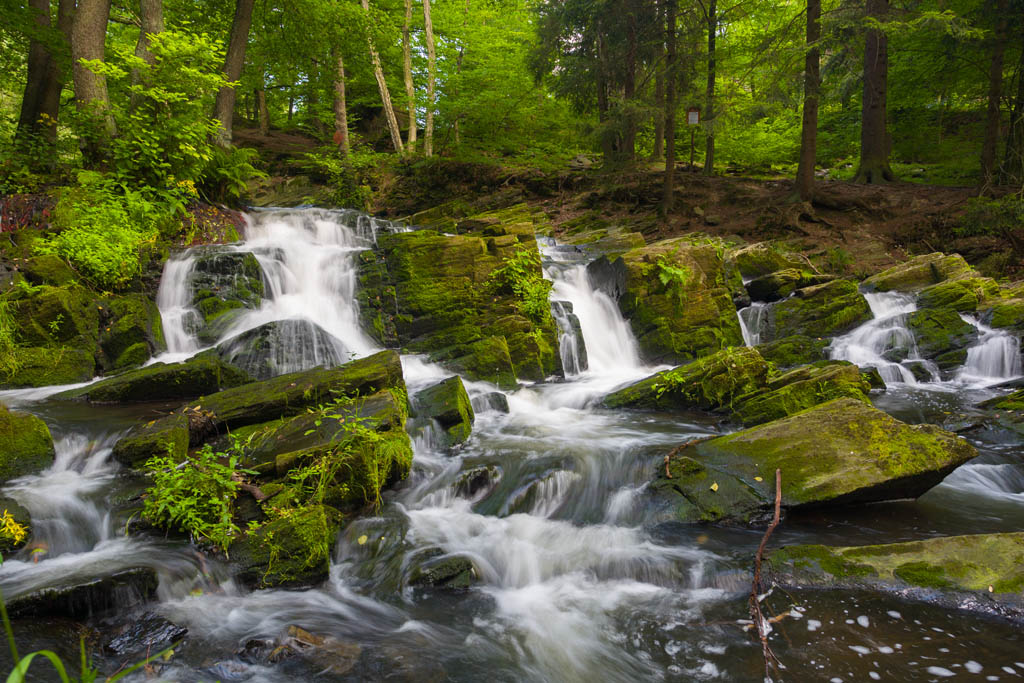
Selkefall

Der Selkefall ist ein Wasserfall an der Selke im Unterharz.

## Beschreibung
Der Selkefall befindet sich etwa 20 Fußwegminuten von Alexisbad entfernt, an der B 185 in Richtung Harzgerode, nahe der Selketalbahn. Die Fallhöhe des hier sehr schnell fließenden Wassers beträgt nur wenige Meter. Das Wasser fällt in Kaskaden über große Gesteinsbrocken, die nicht natürlichen Ursprungs sind, aber dennoch natürlich wirken.
Der Selkefall entstand zwischen 1828 und 1830 im Zuge der Bauarbeiten zur Errichtung des Carlsteiches (Oberster Stauteich der Eisenhütte Mägdesprung). Dazu wurde die Selke straßenseitig eingedämmt und über eine wilde Flut geführt, die in den Fels gehauen wurde. Diese war durch ein Stauwehr regulierbar, das durch ein Hochwasser am 5. Juli 1955 zerstört wurde. Der Striegel ist noch als kleiner Stollen erkennbar.
Der Wasserfall liegt im Naturschutzgebiet des Oberen Selketales.